# Dors ma jolie
 (février 2025).
Ne doit pas être confondu avec Adieu, ma jolie (roman).
Dors ma jolie (While My Pretty One Sleeps) est un roman policier de Mary Higgins Clark paru en 1989.
La traduction française par Anne Damour est publiée la même année chez Albin Michel. Le roman a été publié en 1991 au Livre de poche.
Lorsque le récit commence, la célèbre journaliste Ethel Lambston, qui était prête à publier une enquête fracassante sur le milieu de la mode, a été assassinée. Son meurtrier ne voulait pas que l'enquête de la journaliste soit publiée. La jeune Neeve Kearny enquête...

## Résumé
Le roman est composé de onze chapitres.

### Événements antérieurs au récit
Dix-sept ans avant le début du récit, en 1972, la mère de Neeve Kearny, Renata Rossetti, avait été égorgée par un inconnu à Central Park. L'homme soupçonné d'être le commanditaire du meurtre, Nicky Sepetti, a été jugé et condamné à la prison à perpétuité. Les années ont passé. Devenu préfet de police de New York, le père de Neeve, Myles Kearny, n'a jamais pu éliminer le sentiment de culpabilité qui le ronge. Pour sa part, devenue adulte, Neeve a créé une boutique de vêtements où elle vend à la riche société new-yorkaise les habits de haute couture des grands créateurs.

### Disparition mystérieuse d'Ethel Lambston et enquête de Neeve
Chapitres 1 à 7.
Lorsque le récit commence, en 1989 à Manhattan (New York), la célèbre journaliste Ethel Lambston, qui était prête à publier une enquête fracassante sur le milieu de la mode à New York, a disparu de son domicile. Le lecteur apprend qu'en réalité elle a été assassinée et que son meurtrier, un homme dont l'identité n'est pas révélée, ne voulait pas que l'enquête de la journaliste soit publiée. Le meurtrier a soigneusement caché le corps de sa victime.
Nicky Sepetti, sur son lit de mort, vient d'affirmer qu'il n'a jamais tué Renata et qu'il n'était pas le commanditaire de l'assassinat. Apprenant cela, Myles Kearny est dubitatif.
Plusieurs personnes sont susceptibles d'avoir commis l'assassinat d'Ethel Lambston ou d'en être commanditaire :
- Seamus Lambston, l'ex-mari d'Ethel Lambston, débiteur d'une pension alimentaire qu'il n'est plus en mesure de payer ;
- Ruth, son épouse, ulcérée qu'une grande partie de son salaire soit consacrée à payer la pension alimentaire de l'ex-femme de son époux ;
- Douglas Brown (dit « Doug »), le neveu d'Ethel Lambston, sans emploi, sans ressources, qui est venu habiter l'appartement de sa tante au moment même de sa disparition ;
- Gordon Steuber, un grand couturier new-yorkais, qui déteste Neeve et Ethel, considérées comme des « fouineuses » qui risquent de le compromettre aux yeux de la police en raison de ses activités illégales.

Ethel Lambston étant une bonne cliente de Neeve, celle-ci, sans nouvelle d'Ethel, trouve étrange la disparition soudaine de la journaliste et encore plus étrange l'arrivée inattendue du neveu dans le logement. Neeve commence à remuer ciel et terre pour tenter de retrouver la trace d'Ethel, sans grand succès dans un premier temps. Elle est tendrement épaulée par son père, qui a pris récemment sa retraite de policier, et par Anthony della Salva (appelé « oncle Sal »), le meilleur ami de son père, créateur de haute-couture, ainsi que par le père Devin Stanton, évêque catholique de New York.
Au cours de ses investigations, Neeve rencontre Jack Campbell, l'éditeur d'Ethel Lambston. Elle tombe sous le charme de ce bel homme célibataire. Se pourrait-il hélas qu'Ethel ait découvert des vérités compromettantes à son égard et qu'il soit son meurtrier ?

### «Contrat» sur la tête de Neeve
On apprend alors qu'un « contrat » a été mis sur la tête de Neeve par quelqu'un. Non seulement le lecteur ignore l'identité du commanditaire, mais ignore aussi si c'est la même personne qui a tué Ethel, ou si les deux actes ont été commis par des personnes différentes agissant pour des motifs distincts.
L'homme qui doit concrètement assassiner Neeve s'appelle Denny Adler. En liberté conditionnelle, il travaille à mi-temps dans un snack-bar de Manhattan. Moyennant dix mille dollars remis par Charley Santino, un intermédiaire de la mafia, il doit tuer Neeve dans les jours à venir.
Durant une grande partie du roman, le lecteur assiste à la filature de Neeve par Dennis et à ses différentes tentatives pour s'acquitter de sa sinistre tâche.

### Découverte du cadavre, gardes à vue de suspects et incarcération d'un suspect
Chapitres 8 à 10.
Kitty Conway, une quinquagénaire divorcée, découvre par le plus grand des hasards le cadavre d'Ethel, caché en un endroit difficile d'accès. L'autopsie de la victime montre qu'elle a été égorgée.
La police mène l'enquête sous l'autorité de la district attorney Mira Bradley. Les principaux suspects sont placés en garde à vue : 
- Seamus Lambston, dont les agissements récents apparaissent suspects aux policiers ;
- Ruth, son épouse, qui s'est rendue récemment à l'appartement d'Ethel et qui a eu une conversation avec Doug ; elle y a subtilisé adroitement un poignard qui a pu éventuellement servir à commettre le meurtre ;
- Douglas Brown, dont le mobile est très clair : il a souvent volé sa tante et il hérite de l'intégralité de la fortune de sa tante à la suite de sa mort.

Neeve a remarqué que les habits d'Ethel étaient ceux du couturier Gordon Steuber. Or elle avait convaincu Ethel de renoncer à porter un chemisier de ce dernier et de porter à la place un autre chemisier. Or le chemisier retrouvé sur le corps de la victime était le chemisier d'origine. De plus un de ses bas était filé, et Neeve a la certitude que jamais Ethel n'aurait porté un bas filé. Neeve propose aux policiers une hypothèse : la journaliste a été entièrement dévêtue avant d'être rhabillée par son assassin, et ce dernier pourrait être un couturier.
Selon une information donnée par un indic de la police, le grand couturier new-yorkais Gordon Steuber aurait mis un « contrat » sur la tête de Neeve. En outre, les informations glanées par Ethel et par Neeve, connues par la police, incitent le FBI à lancer des perquisitions dans les locaux administratifs et les ateliers du grand couturier. On y découvre notamment, non seulement que des centaines de travailleurs pauvres n'étaient pas déclarés au service de recouvrement des prestations sociales et n'avaient pas de titres de séjour, mais aussi que le couturier faisait transiter de la drogue dans les doublures des habits qu'il importait ou exportait !
Il est placé en détention provisoire et l'affaire semble être enfin résolue : Gordon Steuber a tué ou fait tuer Ethel pour que « l'enquête ne sorte pas », et a lancé un contrat sur Neeve pour se venger d'elle.

### Dénouement et révélations finales
Chapitre 11.
Neeve a le sentiment que quelqu'un la suit pour des raisons inquiétantes (en effet elle est suivie par Denny Adler). Prenant peur, et l'obscurité du soir tombant, elle se réfugie dans les bureaux d'Anthony della Salva (« oncle Sal »), l'ami de trente ans de son père. Sal écoute le récit de Neeve et lui propose de laisser grande ouverte la porte d'entrée : si un homme malintentionné la suit, il saura bien la protéger. Ainsi dit, ainsi fait. Denny Adler entre dans les locaux, aperçoit Neeve, et immédiatement Sal lui tire une balle en pleine tête. Neeve est abasourdie de constater que Sal n’a laissé aucune chance à l'agresseur, et surtout qu'il l'ait tué sans qu'on puisse l'interroger.
Peu de temps auparavant, deux personnes ont réalisé que Sal avait menti sur des sujets importants. D'une part Myles Kearny a découvert que Sal avait créé en 1972 sa propre collection, qui avait fait son succès, en prenant pour base les croquis révolutionnaires de Renata. En fait il avait accaparé des ébauches géniales de Renata et les avaient fait passer pour siennes. Il en a la confirmation quelques minutes plus tard : les policiers lui apprennent que la personne qui avait égorgé Renata est la même que celle qui a récemment égorgé Ethel. D'autre part Jack Campbell, en relisant attentivement le manuscrit d'Ethel, se rend compte que la journaliste avait découvert que Sal n’était pas l’homme qu'il prétendait être.
Myles Kearny et Jack Campbell se rendent en même temps dans les locaux administratifs de Sal. L'homme, qui s'apprête à tuer Neeve, comprend qu'il est découvert et se rend aux policiers qui arrivent sur les lieux. Ainsi Nicky Sepetti, sur son lit de mort, avait dit la vérité en affirmant qu'il n'avait jamais tué Renata et qu'il n'était pas le commanditaire de l'assassinat. Les assassinats de Renata et d'Ethel, ainsi que le contrat sur Neeve, avaient été effectués par Anthony della Salva (« Sal »).
Dans la dernière page du roman, Jack Campbell déclare à Neeve son amour pour elle. Neeve répond favorablement à ses sentiments.

## Autour du roman
- Titre

Le titre fait référence à une phrase prononcée par l'un des personnages : « Essaie de penser que ta jolie dort » (à propos de la mort de Renata).
- Adaptation

Le roman a été adapté à la télévision en 1997 sous le titre Dors ma jolie (While My Pretty One Sleeps), téléfilm de Jorge Montesi, avec Connie Sellecca dans le rôle de Neeve.
- Gibran Khalil Gibran

Le roman fait référence à Gibran Khalil Gibran et à sa « théorie sur le mariage » : « Des piliers du temple qui restent séparés ».
- Trump Park

Le roman évoque la résidence d'oncle Sal, « dans Trump Park (en), l'immeuble de luxe qui avait été restauré par Donald Trump à l'intention des fortunés de ce monde ».